# Somatochlora kennedyi
Somatochlora kennedyi är en trollsländeart som beskrevs av Walker 1918. Somatochlora kennedyi ingår i släktet glanstrollsländor, och familjen skimmertrollsländor. Inga underarter finns listade i Catalogue of Life.